# Épervier de Nouvelle-Bretagne
Tachyspiza brachyura
Espèce
Statut de conservation UICN

 VU C2a(i) : Vulnérable
Statut CITES
L'Épervier de Nouvelle-Bretagne (Tachyspiza brachyura) ou Autour à collier rouge, est une espèce d'oiseau appartenant à la famille des Accipitridae endémique des l'îles de Nouvelle-Bretagne dont il tire son nom et de Nouvelle-Irlande (la partie sud) à l'est de la Papouasie-Nouvelle-Guinée dans la mer de Bismarck. Il s'agit d'une espèce rare et difficile à observer. Elle est classée par l'Union internationale pour la conservation de la nature comme étant vulnérable. Cette espèce fût longtemps placée au sein du genre Accipiter avant d'être reclassée dans le genre Tachyspiza.

## Description
L'épervier de Nouvelle-Bretagne comme la plupart des Accipiter et des Tachyspiza a une longueur qui varie entre 25 et 40 cm de long, sa taille moyenne se situant entre 27 et 34 cm. Sur cette longueur, la queue représente 13 à 15 centimètres de long. Son envergure est de 50 à 62 cm, ce qui est légèrement plus petit que l'Autour à ventre blanc, ou sont cousin avec qui il partage le même territoire l'Autour bleu et gris qui a une envergure comprise entre 55 et 65 cm,,. Les envergures sont donc comparables mais l'épervier de Nouvelle-Bretagne et en moyenne légèrement plus petit.
Les éperviers de Nouvelle-Bretagne ont le bout des ailes effilé, la queue courte, un bec fort et des pattes et doigts longs et fins,. Il y a un dimorphisme sexuel entre le mâle et la femelle chez cette espèce,. Pour le mâle, le dessus est noirâtre ardoisé, il a un demi-collier roux très net sur la nuque,. Le dessous est gris pâle et tend vers le blanc sur la gorge et le ventre,. Les yeux sont rouges,. Le dessous des ailes est gris pâle maculé de sombre, les rémiges ont des barres pâles teintées de roux. La queue est grise,. Les mâles juvéniles ont le dessous roux taché de noirâtre, la queue a des barres sombres, une calotte noire bardée de roux, le dessous chamois marqué de brun,. La femelle a le dessus brun barré plus faiblement sur la queue, les rémiges sont barrées de rouilles pâle à l'âge juvénile,. La poitrine est barrée de roux et les yeux sont rouges,. Les mâles feraient en moyenne 65% de la taille des femelles, il s'agit d'une estimation très relative du fait du peu de recherche entreprit sur cette espèce qui reste méconnue. La population totale est estimée entre 2500 et 10000 individus, ce qui en fait un oiseau très rare.

## Répartition et Habitat

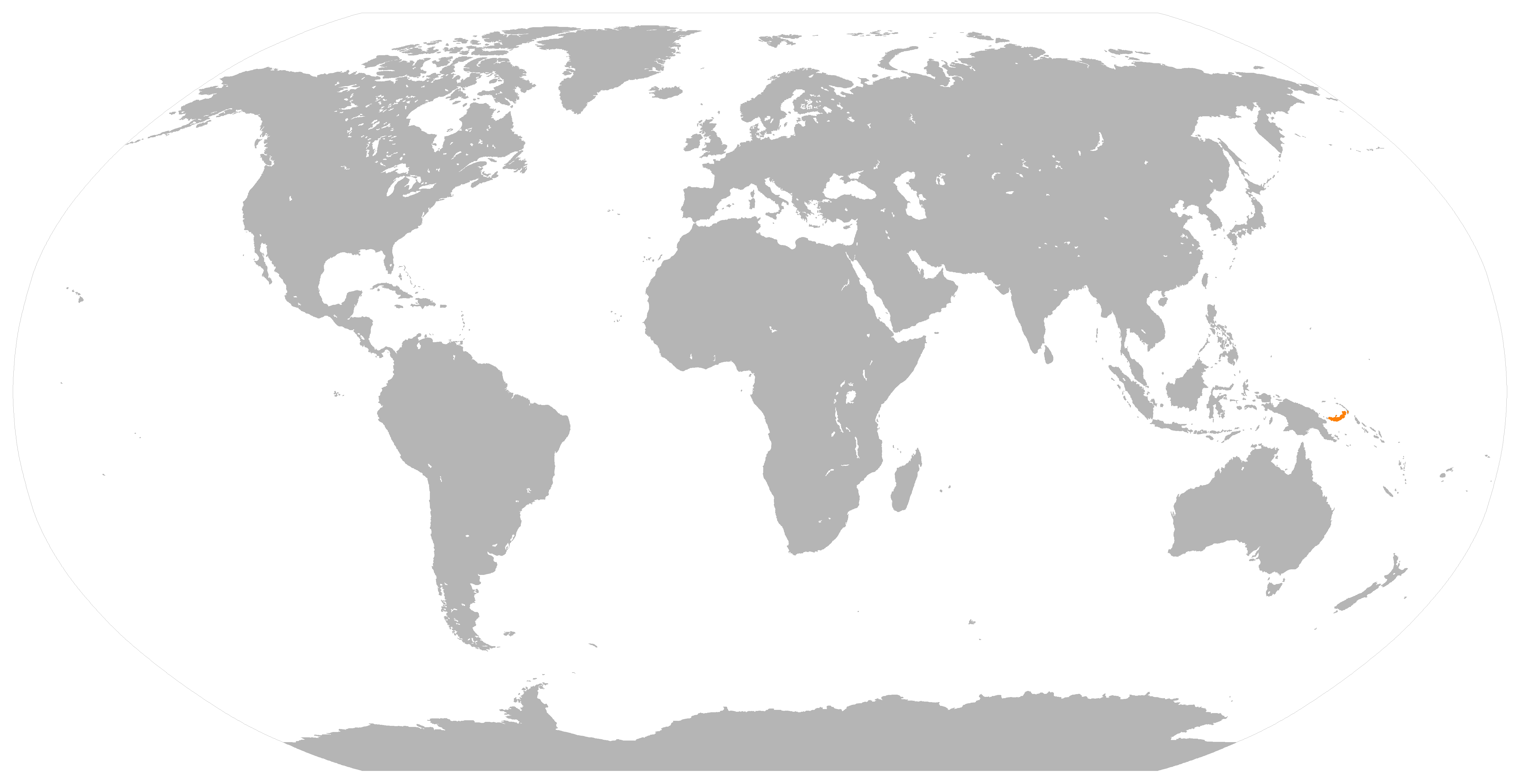
Répartition de l'épervier de Nouvelle-Bretagne.

L'épervier de Nouvelle-Bretagne habite l'île de Nouvelle-Bretagne ainsi que la pointe sud de l'île de Nouvelle-Irlande, sa répartition est relativement semblable à celle de l'autour de Mayr qui est endémique de l'île de Nouvelle-Bretagne ou l'autour bleu et gris que l'on retrouve en Nouvelle-Bretagne, dans le sud de la Nouvelle-Irlande ainsi qu'à Umboi,. La plupart des observations se sont faites dans le district de Talasea dans le pourtour de la baie de Stetin en Papouasie ainsi que dans les terres à Lavege. L'épervier de Nouvelle-Bretagne vit dans les forêts en particulier celles de montagne, ainsi que dans les lisières et clairières jusqu'à 1800 mètres d'altitude,.